# Vlado Bagarić
Vlado Bagarić, hrvaški general, * 18. november 1961.
Bagarić je bivši poveljnik Hrvaškega vojaškega letalstva in protizračne obrambe.

## Življenje
Po končani osnovni šoli je odšel na Letalsko gimnazijo Mostar in nato na Letalsko akademijo JLA, ki jo je končal leta 1983 s činom podporočnika.
Leta 1991 je zapustil JLA in se prostovoljno pridružil Zboru narodne garde Hrvaške. Sprva je bil učitelj letenja v Častniški šoli v Kumrovcu. 
Med letoma 1992 in 2001 je bil poveljnik 94. letalske baze Lučko, nato pa je bil premeščen v Generalštab Oboroženih sil Republike Hrvaške, kjer je postal 
načelnik oddelka za razvoj letalstva v Uradu pomočnika načelnika Hrvaškega vojaškega letalstva in protizračne obrambe.
Leta 2003 je postal načelnik Operativnega oddelka Poveljstva Hrvaškega vojaškega letalstva in protizračne obrambe, nato pa načelnik štaba Hrvaškega vojaškega letalstva in protizračne obrambe. 
Od leta 2007 do 2011 je bil poveljnik Hrvaškega vojaškega letalstva in protizračne obrambe.

## Odlikovanja
- Spomenica domovinske vojne
- Red Nikole Šubića Zrinskega
- Red hrvatskog trolista